# Colours (sång)
Colours är en låt av Donovan utgiven 1965. Låten är tydligt folkmusikinspirerad och har en naturromantisk text. Låten var Donovans andra singel efter det brittiska och amerikanska genombrottet med debuten "Catch the Wind" tidigare 1965. "Colours" blev en hitsingel i flera europeiska länder, bland annat var den hans första svenska skivframgång, men blev inte lika populär i USA som "Catch the Wind". 
Låten medtogs senare på Donovans andra studioalbum Fairytale. Singelns europeiska och amerikanska b-sidor var hämtade från Donovans debutalbum What's Bin Did and What's Bin Hid. När skivbolaget Epic Records gav ut samlingsalbumet Donovan's Greatest Hits 1969 kunde eller ville de inte få rättigheterna till Donovans tidigaste singlar, och för detta album spelade han då in nya versioner av sina tidigaste låtar.

## Listplaceringar
| Lista (1965)   | Position               |
| -------------- | ---------------------- |
| Finland        | 20                     |
| Frankrike      | 18 (SNEP)              |
| Irland         | 10                     |
| Kanada         | 8 (RPM)                |
| Nederländerna  | 8                      |
| Storbritannien | 4                      |
| Sverige        | 5 (Kvällstoppen)       |
| Sverige        | 4 (Tio i topp)         |
| USA            | 61 (Billboard Hot 100) |
| Vallonien      | 42                     |